# 懸絲傀儡

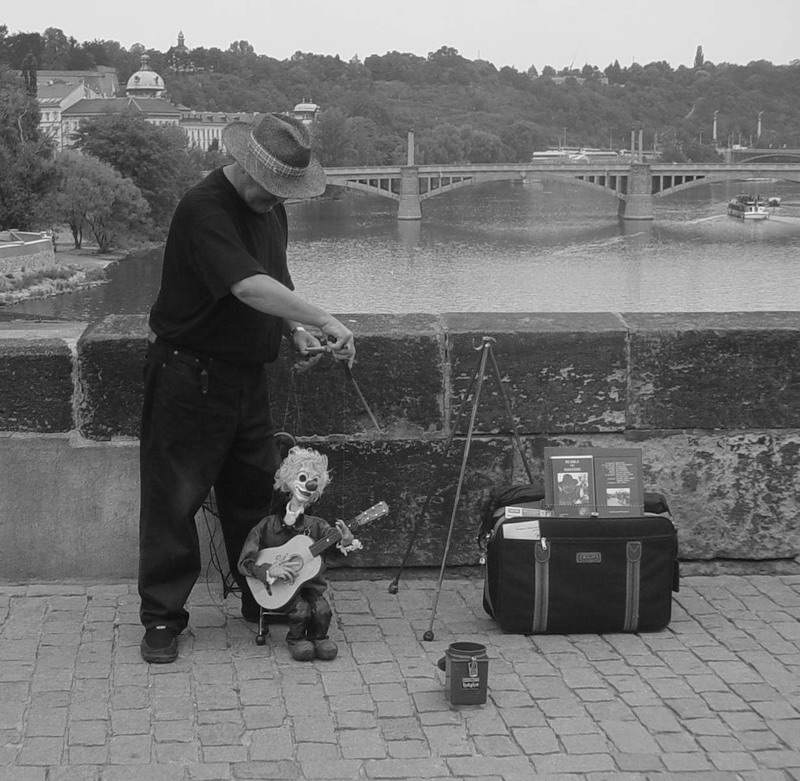
布拉格的提线木偶

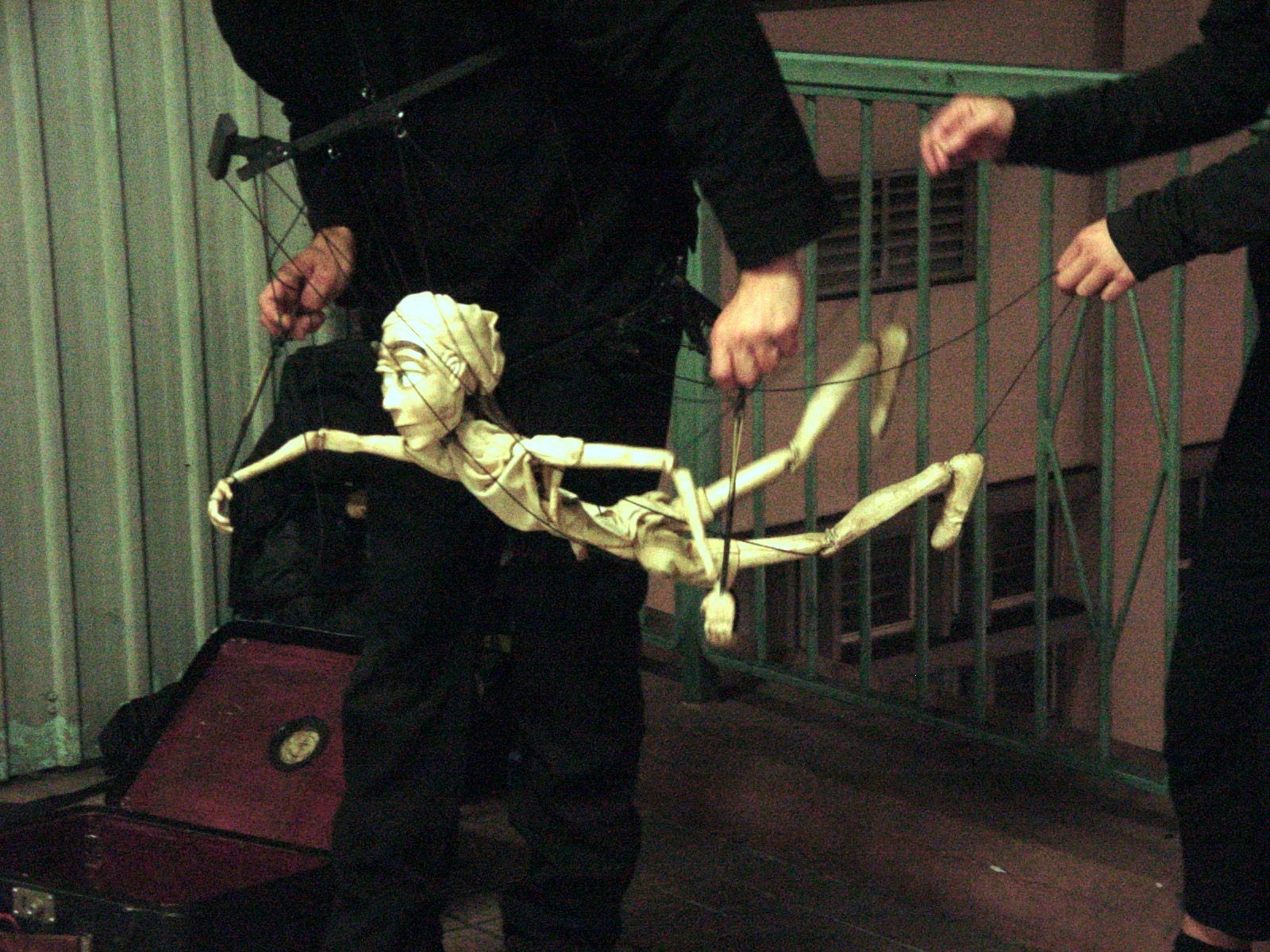
提线木偶

提线木偶又稱牽線木偶、懸絲木偶、扯線木偶、扯線傀儡，是一種以繩或線操作的傀儡，用於演出傀儡戲，在世界各國都有相關記載。在東方，一般普遍的說法是起源於中國西漢時期（西元前206年-西元8年）喪家的祭獻儀式「喪家樂」，之後才用於喜慶場合。西方則起源於中世纪（西元476年-西元1453年）的法国，義大利男孩皮诺丘是最著名的提線木偶。

## 中華文化圈

### 傳說與記載
一般普遍的說法是起源於中國西漢時期喪家的祭獻儀式「喪家樂」，之後才用於喜慶場合。另外也有其他說法，其一，起源於陪葬用的俑。其二，漢朝漢高祖劉邦被匈奴困於平城時，在城上放置翩翩起舞的美女木偶，讓善忌的冒頓之妻皇后閼氏，擔心若攻下平城，冒頓會因此納妾，於是想盡辦法讓冒頓退兵。
關於記載和出土方面，其一，春秋戰國時期《列子》湯問篇曾描述傀儡演師以木偶向周穆王的侍妾拋媚眼，差點招來殺身之禍。其二，宋朝在《東京夢華錄》、《都城勝記》等書中載明已展出杖頭、懸絲等不同支藉物的傀儡形式。

### 習俗及表演
女性不可上傀儡戲台、坐戲箱與觸摸戲偶。演出技藝傳子不傳女。孕婦、兒童、孝服在身者不可觀戲。某些以北管伴奏者另有禁忌：蛇要唸「溜」、不吃蛇及螃蟹。臺灣南部傀儡儀式中除了謝土、開廟門等除煞儀式須清場之外，工作人員亦要佩符，其他儀式則開放觀賞；不用蟹及母鴨祭拜戲神田都元帥，因相傳其皆解救過田都元帥。
表演時藝師以十餘根絲線操縱人偶各處關節，以做出模仿真人動作。此演出一般作為除煞潔淨之用；也就是說，若一地發生不平安之事，人們會聘請操偶師傅前來演出包含偶戲的道教儀式；其中有請神、定棚、跳鍾馗（演出於車禍淹溺之除煞、普渡、謝土開莊等）等儀式，藝師因此必須學習多種道教法術，其養成因而辛苦耗時。臺灣懸絲傀儡藝師林金鍊是臺灣少數專門從事跳鍾馗除煞儀式的藝師。傳統習俗上不允許不相干人等在旁觀看儀式進行。因前述條件限制加上時代變遷，相關技藝已逐漸失傳散軼。

### 分布地區

#### 閩南地區

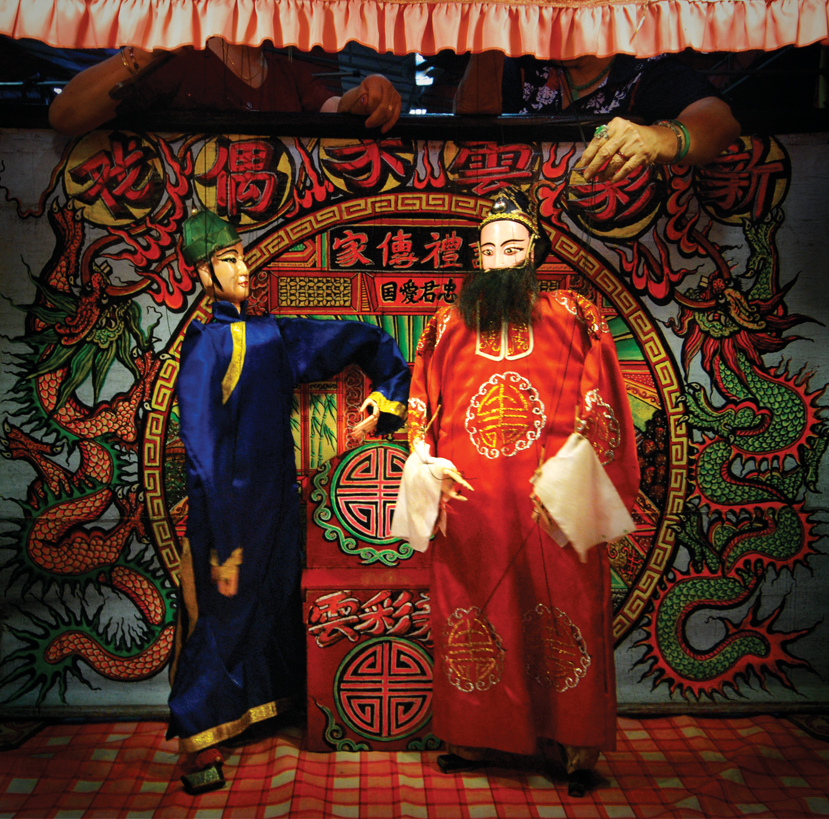

閩南地區屬泉州提線木偶，其特色是有整套戲文。黃奕缺（1928-2007）為其近代著名演師，其亦精於雕刻戲偶；李天祿先生之子陳錫煌、李傳燦皆曾向其學藝，吳裕挺曾以口述歷史的方式紀錄黃奕缺的事跡，於2017年出版《木偶大師黃奕缺回憶錄》。

#### 臺灣地區

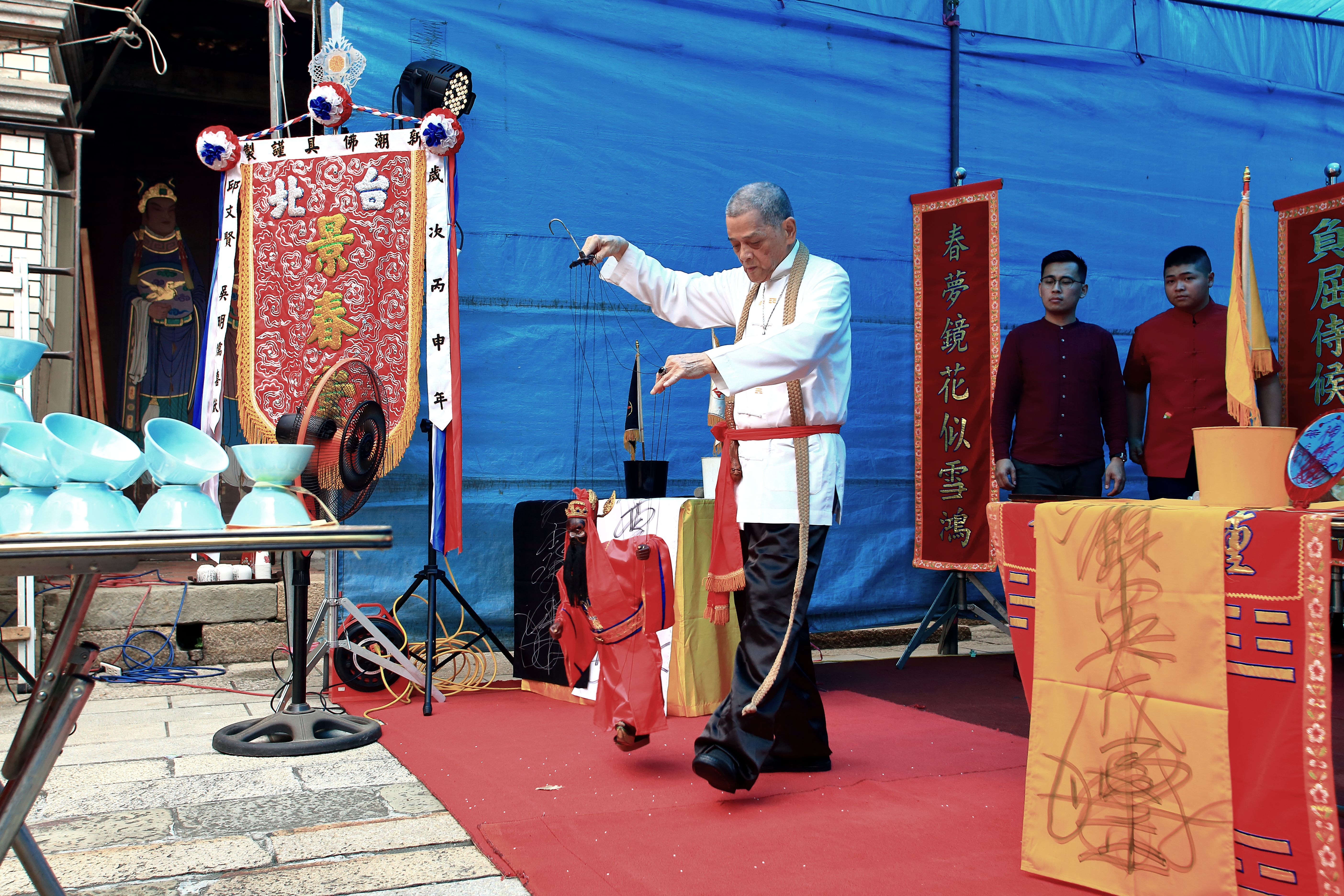
懸絲傀儡跳鍾馗

傀儡戲在臺灣地區俗稱「嘉禮戲」，表演形式僅有懸絲傀儡一種，源於中國閩南地區，分為漳州、泉州兩大系統。北部地區以宜蘭為主，擴及臺北、花蓮，重視「驅邪禳災」的宗教功能。南部地區則是高雄、臺南一帶的麻豆、關廟、湖內、茄萣等為主，較偏重「喜慶祈福」的酬神儀式。
北部地區的宜蘭因漢人移民多自漳州，曾存在許多傀儡戲團，其伴奏音樂多為北管，分為西皮、福路兩派；近年宜蘭地區僅存三團，包含礁溪協福軒傀儡劇團、宜蘭福龍軒傀儡劇團、新福軒傀儡戲劇團。屬於南部地區的高雄錦飛鳳傀儡戲劇團則是臺灣唯一擴及文化場展演的職業傀儡戲劇團，而外島地區則有金門的金門傀儡戲劇團。兩者皆以藝文展演、校園巡迴等方式推廣傀儡戲。

## 西方文化圈

### 傳說與記載
西方則起源於中世纪的法国，英文单词「marionette」来源于法语，是「Marion」的变形，Marion则是「Marie」的变形。 提线木偶主要在盒子剧，箱子剧或者black light剧使用。提线木偶被认为有很强的娱乐性，老少皆宜；意大利男孩皮诺丘是最著名的提线木偶。
在电影音乐剧《音乐之声》中有一组镜头就是提线木偶表演，美国1950年代的电视剧中，有一个很有名气的提线木偶叫做Howdy Doody，1960年代，英国电视制片Gerry Anderson和他的同事创造性的把提线木偶和电子原件组合在一起，以控制木偶的面部，他们称其为「超级提线木偶」。

### 西西里地區
西西里木偶剧形成於19世纪初期，直到20世纪50年代，这种傀儡木偶剧在意大利还十分流行。它主要表现的是宏伟的史诗、英雄的传奇故事。西西里木偶剧主要流派有两个，即巴勒莫和卡塔尼亚，主要区别在于木偶的大小和形式，以及操作技巧和各具特色的舞台布景。

## 多媒體作品

### 電影
- 《芝加哥》中，有一段是以提线木偶來象徵律師對新聞記者的操弄。
- 《音乐之声》中有段木偶剧。
- 《變腦》，一部獲奧斯卡提名的魔幻現實喜劇。
- 《美國賤隊：世界警察》（Team America-World Police）：一部2004年的电影，使用了《雷鳥神機隊》类似的木偶形象。
- 《雙面薇若妮卡》: 1991年出品的电影，制片Krzysztof Kieślowski。
- 《木偶王子復仇記（英语：Strings (2004 film)）》, 一部2004年的魔幻电影，全部用提线木偶制作。
- 《教父》的一个角色。

### 音樂
- ABBA发行的音樂作品《I'm a Marionette（英语：I'm a Marionette）》（《我是一个提线木偶》）。
- 古风歌手银临及Aki阿傑演唱的歌曲《牵丝戏》。

### 電視
- 《雷鳥神機隊》（Thunderbirds）: 一个电视系列剧，所有演员都是提线木偶。
- 儿童肥皂剧 《Los títeres（英语：Los títeres）》 (布偶)。

### 電子遊戲
- 《薩爾達傳說 風之律動》: 一部2002年發行的 GameCube 游戲，其中有個叫做Puppet Ganon的木偶老板可以變身成蜘蛛或者蛇。
- 在著名的PS2游戲《Devil May Cry》，提線木偶稱為人類的頭號敵人。
- 在《瑪奇》G17S2開放人偶師技能，可以操縱小丑人偶及巨像人偶打敗多個敵人, 並有任務讓玩家了解人偶工坊店長 NPC修斯的過去，以及協助玩家了解人偶師技能的使用方式。，可以操縱小丑人偶及巨像人偶打敗多個敵人。

### 動漫
- 《機械女神》：以人類女性為原型製作出以機械為底的人偶（マリオネット）。
- 《傀儡馬戲團》
- 《火影忍者》其中一種忍術稱「傀儡術」、忍者勘九郎和曉成員蠍使用不同的木偶做为武器。

### 其他
- 小说和电影作品《木偶奇遇記》的主角皆是一个提线木偶。

## 参看
- 文樂（日本）
- 布袋戲
- 皮影戲
- Mister Squiggle（英语：Mister Squiggle）（澳大利亚）
- 数字木偶，计算生成的虚拟形象

## 延伸閱讀
- Bil Baird. . Plays出版社. 1966年. ISBN 0823800679.
- Helen Binyon. . 伦敦: Studio Vista Limited. 1966.
- Mabel Beaton; Les Beaton. . 纽约. 1948年.
- Stuart Robertson; Patricia Robertson. . 伦敦: Mills & Boon Limited. 1967年.
- Leonard Suib; Muriel Broadman. . 纽约: Harper & Row出版社. 1975年. ISBN 978-0-06-014166-0.
- David Currell. . 伦敦: New Burlington Books, Quintet Publishing Limited. 1992年. ISBN 978-1-85348-389-9.
- George Latshaw. . 伦敦: Dover出版社. 2000年. ISBN 978-0-486-40952-8.
- Anita Sinclair. . Richmond,维多利亚，澳大利亚: Richard Lee出版社. 1995年. ISBN 978-0-646-39063-5.
- 延伸閱讀 - 藝學網 （页面存档备份，存于）